# Vernon Reid
Pour les articles homonymes, voir Reid.
Vernon Reid est un guitariste américain né le 22 août 1958. Il est le fondateur et guitariste du groupe de fusion Living Colour. En plus de son activité au sein de Living Colour, il participe à de nombreux autres projets dont Vernon Reid and Masque, Free Form Funky Freqs, Yohimbe Brothers ou encore Zig Zag Power Trio.
Il est engagé dans la défense des musiciens noirs et a fondé dans les années 1980 la Black Rock Coalition (en).
Reconnu par ses pairs, il est invité à jouer sur de nombreux projets, comme les albums solo de Mick Jagger et de Keith Richards.
Son style est influencé par le rock, le heavy metal, le funk, le rap, le jazz ou encore le blues.

## Biographie
Vernon Reid naît à Londres de parents caribéens puis immigre à Brooklyn à l'âge de 2 ans. Il étudie l'art au Manhattan Community College. Il joue dans les groupes Defunkt et Decoding Society de Ronald Shannon Jackson avant de fonder Living Colour en 1984.
En 1985, il fonde avec le journaliste Greg Tate et le producteur Konda Mason l'association Black Rock Coalition dont le but est de lutter contre les cloisonnements raciaux entre les genres musicaux, et contre l'exploitation et la marginalisation des musiciens noirs aux États-Unis.
Après la séparation de Living Colour en 1995, il publie son premier album solo, Mistaken Identity en 1996.
Avec le groupe Vernon Reid and Masque il compose deux albums instrumentaux Known Unknown (Favored Nations, 2004) et The Other True Self (Favored Nations, 2006).
En 2005, il sort l'album The Tao of Yo avec DJ Logic.

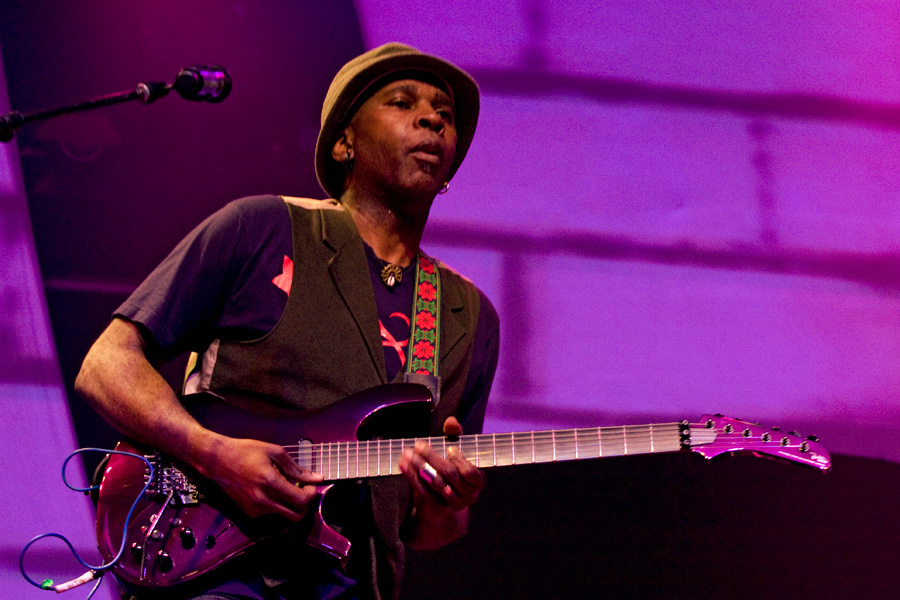
Vernon Reid, Moers Festival, juin 2011

En 2017, il forme avec Will Calhoun et Melvin Gibbs le Zig Zag Power Trio. Le groupe enregistre son premier album lors des Woodstock Sessions en juin 2017.

## Prix et distinctions
Vernon Reid est classé 66e sur le classement des 100 plus grands guitaristes réalisé par le magazine "Rolling Stone" en 2003

## Discographie
- 1996 : Mistaken Identity projet solo avec le groupe Masque.
- 2004 : Known Unknown (Favored Nations) avec le groupe Vernon Reid and Masque
- 2006 : The Other True Self (Favored Nations) avec le groupe Vernon Reid and Masque
- 2007 : Urban Mythology Volume One avec Free Form Funky Freqs, Thirsty Ear
- 2017 : Shade avec Living Colour

## Collaborations
- Primitive Cool - Mick Jagger (1986)
- Talk Is Cheap - Keith Richards (1988)
- Weird Nightmare - Hal Willner, hommage à Charles Mingus
- Garland Jeffreys
- The Ramones
- Dreamland - Madeleine Peyroux (1996)
- « Memphis Blood « The Sun Sessions « / James Blood Ulmer / Hyena Records 2003
- 2001, Minneapolis de Michel Portal